# Francisco Hudson
Francisco Hudson Cárdenas (Curaco de Vélez, Chile, 1 de julio de 1826 – marzo de 1859) fue un oficial naval e hidrógrafo chileno, conocido por sus exploraciones del sur de Chile y de la Patagonia chilena. Navegó varias veces al Perú y Ecuador, pero ganó notoriedad por sus exploraciones e investigaciones sobre el río Maullín, Roca Remolinos y los canales de la región de Aysén. En esta región planteó la posible existencia de una ruta de navegación a través de aguas interiores desde el Archipiélago de Chiloé hasta el Estrecho de Magallanes, descubriendo posteriormente que el Istmo de Ofqui lo hacía imposible. Pese a su muerte a temprana edad, sus trabajos hidrográficos sentaron las bases para la exploración de Hans Steffen de la región de Aysén a fines del siglo XIX.

## Biografía
Hudson nació en la ciudad de Curaco de Vélez, en la isla Quinchao del archipiélago de Chiloé, de la pareja compuesta por Santiago (posiblemente una traducción de "James") Hudson y Juana Cárdenas. Fue hermano del también marino Santiago Hudson Cárdenas.
Hudson estudió en la Escuela Náutica de Ancud, luego fue trasladado a la fragata Chilem bajo el mando de Roberto Simpson. Más tarde exploró el río Maullín con Francisco Vidal Gormaz, pero no llegó al lago Llanquihue, su lugar de nacimiento. Hudson y Vidal Gormaz llegaron solo a un punto donde observó "tres cascadas" en el río. Gormaz propuso limpiar el río de troncos para usarlo para el transporte de madera en beneficio de los colonos alemanes que ya se habían asentado en las orillas del lago Llanquihue. Hudson intentó más tarde sin éxito alcanzar las "tres cascadas" a partir del lago Llanquihue, y estaba preparando una nueva expedición cuando se le ordenó en cambio investigar la Roca Remolinos, una peligrosa roca submarina en el Canal de Chacao.
Después de haber leído "Instrucciones de navegación para América del Sur" por Robert FitzRoy, Francisco Hudson se dio cuenta de la posible existencia de una ruta que permitiera el tráfico a través de los canales patagónicos sin la necesidad de navegar a través del mar abierto en la península de Tres Montes. Navegar en mar abierto en los rugientes años 40 era peligroso y encontrar esa ruta mejoraría significativamente el tráfico entre el asentamiento chileno de Punta Arenas en el estrecho de Magallanes, por un lado, y Chiloé y Chile central, por el otro.
En 1857 es enviado a explorar el posible pasaje que había inferido de los escritos de FitzRoy. Zarpó de Ancud con el bergantín Janaqueo y la sloop-of-war Emprendedora, pero tuvo que enviar de vuelta al Janaqueo debido a su mal estado después de muchos años de servicio. La expedición navegó por el canal Moraleda hasta la laguna San Rafael, donde exploraron a pie el istmo de Ofqui sin encontrar ningún pasaje a la bahía de San Quintín del golfo de Penas.
Después de esta expedición, cartografió el canal Dalcahue cerca de su ciudad natal y exploró una vez más el río Maullín con Vidal Gormaz.

### Muerte
En 1858 fue puesto al mando del bergantín Pizarro y navegó desde Valparaíso hacia el sur, con el gobernador de Punta Arenas a bordo. En Punta Arenas se encontró con su cuñado Martín Aguayo, quien estaba al mando del bergantín Meteoro y, al igual que Hudson, debía navegar de vuelta hacia el norte, por lo que decidieron hacerlo juntos. En un principio intentaron navegar a través de la sección occidental del Estrecho de Magallanes, pero debido a los fuertes vientos, decidieron navegar primero hacia el este y entrar al Pacífico a través del Cabo de Hornos. Después de pasar el estrecho de Le Maire, los dos barcos se separaron en una tormenta y, mientras el Meteoro, más robusto, logró navegar de regreso a Punta Arenas para recibir reparaciones, el bergatín Pizarro, con Francisco Hudson a bordo, nunca fueron vistos nuevamente. El 1 de julio de 1860, el gobierno emitió un decreto donde fue declarado muerto.

## Legado
Francisco Hudson contribuyó sustancialmente a la exploración y la cartografía del sur de Chile, mejorando la navegación alrededor del archipiélago de Chiloé y en los canales patagónicos a través de sus mapas. Sus obras fueron esenciales para la posterior exploración interior de la región de Aysén por Hans Steffen. Hudson también presentó varios proyectos para mejorar el tráfico fluvial y marítimo, pero la mayoría de ellos nunca se aplicaron.
En su memoria, el Volcán Hudson, el volcán más activo de la región de Aysén, lleva su nombre, así como uno de varios promontorios en la entrada de la laguna San Rafael. A nivel institucional, uno de los edificios del Servicio Hidrográfico y Oceanográfico de la Armada de Chile (SHOA) recibe el nombre de "Don Francisco Hudson".
El origen curacano de Francisco Hudson se suma al de otros marinos destacados, como Galvarino Riveros Cárdenas, que contribuyeron a que, años más tarde, se adoptara como lema de Curaco de Vélez la frase "cuna de héroes".